# Radio Azatlyk
Radio Azatlyk (ros. Азатлык радиос, tatar. Azatlıq Radiosı) – działające od 9 grudnia 1953 roku w ramach rozgłośni Radio Wolna Europa radio nadające audycje w języku tatarskim i baszkirskim. W 2016 roku zaprzestano nadawania audycji na krótkich falach, a działalność przeniesiono do Internetu.

## Historia
Pierwsze audycje w języku tatarskim nadawało radio Głos Ameryki już w 1951 roku. Były to codzienne półgodzinne audycje poświęcone polityce Stanów Zjednoczonych. Redaktorem naczelnym był emigrant Niäz Maqsudov. Emisji zaprzestano po otwarciu w Monachium redakcji radia Azatlyk w ramach Radia Wolna Europa. Od 1995 roku siedziba radia mieści się w Pradze, gdy radio Wolna Europa na zaproszenie prezydenta Czech Václava Havla przeniosło się tam z Monachium. 
Pierwsza audycja radia Azatlyk w języku tatarskim została wyemitowana 9 grudnia 1953 roku. Radio nadawało audycje na falach krótkich. Od samego początku były one zagłuszane (tak jak inne audycje Radia Wolna Europa) przez władze ZSRR. Pierwsze audycje trwały 10–15 minut, z czasem były wydłużane w miarę powiększania się zespołu redakcyjnego. Pojawiły się cykle audycji takie jak: problemy komunizmu, półka na książki, encyklopedia Islamu czy przegląd wydarzeń światowych. Czytano książki tatarskich pisarzy i naukowców takich jak: historyk Ğäziz Ğöbäydullin, Muhammed Ayaz İshaki, Rizaetdin Fäxretdin, Därdmänd, Sadri Maksudi Arsal, Yosıf Aqçura, Ğabdulla Tuqay czy Şäyexzadä Babiç.
W 1988 roku przestano zagłuszać zachodnie audycje radiowe. Na początku lat 90. XX wieku radio miało swoich korespondentów na terenie Rosji, a w 1997 roku za zgodą prezydenta Tatarstanu Mintimera Szajmijewa otwarto biuro radia w Kazaniu. W 1998 roku prezydent zgodził się na retransmisję audycji radia Azatlyk przez państwowe radio Tatarstan, a potem zadanie to przejęło radio Nowyj wiek. Współpraca trwała do 2008 roku. Wtedy zamknięto też oddział w Kazaniu. W 2017 roku redakcji radia zarzucono szpiegostwo, a po rozpoczęciu wojny z Ukrainą, w marcu 2022 roku, zablokowano w Rosji stronę internetową i media społecznościowe radia.
W 2016 roku radio przestało nadawać audycje radiowe, a cała działalność przeniosło do Internetu. Pierwsza strona internetowa powstała w 1999 roku i do 2008 roku była prowadzona w alfabecie łacińskim.
W 2016 roku powstał portal Idel.Rieali skierowany do mieszkańców Powołża.  
W 2016 roku, aby wspomóc nauczanie języka tatarskiego powstał portal Eide!Online (tatr. Әjdә! Online). Znalazły się na nim lekcje, filmy, materiały audio pomagające w nauce języka.